# أندريه فيريرا
أندريه فيريرا (29 مايو 1996 بفيلا نوا دغايا في البرتغال - ) هو لاعب كرة قدم برتغالي في مركز حراسة المرمى. لعب مع S.L. Benfica B ‏.

## وصلات خارجية
- أندريه فيريرا على موقع الاتحاد الأوربي (الإنجليزية)
- أندريه فيريرا على موقع قاعدة بيانات كرة القدم.إي يو (الإنجليزية)
- أندريه فيريرا على موقع Soccerway.com (الإنجليزية)